# Miranda (2002)
Miranda (em Portugal Mistérios de Uma Mulher) é um filme de comédia britânico de 2002 estrelado por Christina Ricci, Kyle MacLachlan, John Simm, John Hurt, Tamsin Greig e Julian Rhind-Tutt. O filme é classificado como um romance/suspense pelo IMDb.

## Sinopse
Frank (Simm), um bibliotecário no Reino Unido, se apaixona por uma dançarina americana misteriosa chamada Miranda (Ricci). Acontece que Frank é complexo e ingênuo. No entanto, seu personagem tem complexo como Miranda. Há cenas gráficas de sexo e sedução, que não é gratuita, mas retrata fantasia de Frank e amor irreal para Miranda. De repente, ela desaparece, e tem pistas em Londres, descobrindo que ela é na verdade uma vigarista. Ele a deixa, retornando ao norte da Inglaterra.
Miranda e seu chefe (Hurt), que não tão secretamente "ama" ela, estamos no negócio de venda de edifícios que não possuem a clientes involuntários. Estes edifícios estão realmente sendo preparado para a demolição. Em uma cena em que Miranda estava negociando a venda de um armazém com Nailor (MacLachlan), Nailor viu homens colocando para baixo do fio ao redor do prédio. Ele perguntou a Miranda o que eles estavam fazendo e ela respondeu que eles estavam colocando TV a cabo, quando, na verdade, eles estavam se preparando o armazém para demolição. Depois de fazer uma grande pontuação, enganando com sucesso Nailor para comprar o armazém, o chefe dela a deixa, e Nailor busca vingança contra Miranda.
Frank percebe que ele não deveria ter atualmente a deixado, e volta para Londres, com um amigo muito peculiar que foi fundamental na ajuda a Miranda. Enquanto o amigo de Frank distraí Nailor com manobras de jiu jitsu, Frank bate uma mesa sobre a cabeça de Nailor. O filme termina com alívio cômico com Frank e Miranda vivendo a boa vida.

## Locações
Filmado em locações em Londres e Scarborough.